# Василашки езера
Василашките езера се намират в Северен Пирин във Василашкия циркус, разположен между върховете Тодорка, Василашки чукар и един от Типицките върхове. Циркусът е отворен на изток към долината на река Демяница и водите на цялата езерна група се оттичат в нея през късата и буйна Василашка река. Василашкият циркус е терасовиден – състои се от няколко по-малки циркуса, разположени ветрилообразно над един по-голям, основен. В него се намират двете същински Василашки езера – Долното и Горното. Южно от основния циркус в две по-високо разположени циркусни задълбавания се намират Тевното Василашко езеро и група от 4 по-малки езера. На северозапад малък, ясно оформен вторичен циркус е приютил двете Тодорини езера, най-високите в групата. Бреговете са стръмни и каменисти, през лятото водата е с температура 9 – 12 градуса. С изключение на Тевното езерата са зарибени със сивен, а пъстървата ги населява естествено. Василашките езера са 10 на брой плюс двете Тодорини, с обща площ около 180 декара. Името им идва от легендата за Васил (Василаки), любимият на Тодорка, който се хвърлил в Рибното Василашко езеро от мъка по нея. По-важни от Василашките езера са:
- Тевното Василашко езеро (наричано още Синьото езеро) (41°43′55″ с. ш. 23°26′35″ и. д. / 41.731944° с. ш. 23.443056° и. д.) е едно от най-големите и дълбоките в Пирин и на първо място по тези показатели, както и по височина, от всички Василашки езера (само Тодорините са по-високо). Намира се на 2362 м над морското равнище, площта му е 64 декара (размери 388 х 215 м), което го поставя на шесто място в Пирин и е дълбоко 29 м, само половин метър по-малко от Поповото езеро. По обем (510,000 куб. м) също заема едно от челните места – трето място след Поповото и Голямото Валявишко езеро. То е изключително красиво езеро, с дълбоко син цвят, а по средата му се е образувало малко островче, което до известна степен го разделя на две части. То се оттича чрез подземна река в Горното Василашко езеро, поради което до него не може да достигне риба и то е лишено от нея. Източно от него се намират 4 по-малки езера, 2 от които (южните) са още по-високо разположени.

- Рибното Василашко езеро (или Долното Василашко езеро) (41°44′29″ с. ш. 23°27′06″ и. д. / 41.741389° с. ш. 23.451667° и. д.) е разположено източно от Горното и е второ по големина (35,9 декара) в групата и най-ниско разположено, на височина 2125,7 м. Дълго е 325 и широко 177 м, дълбоко – до 2,5 м. Поради това обемът му е едва 41 000 куб. м. В южната му част се вдава малко живописно полуостровче. Езерото събира водите на целия циркус. Отначало се изтича подземно, тъй като водите минават под моренен вал до източния му бряг, но на 250 м след това излизат на повърхността и се спускат по скалите като буйна река (Василашка река). Езерото изобилства с пъстърва, откъдето идва и името му.

- Горното Василашко езеро (41°44′21″ с. ш. 23°26′38″ и. д. / 41.739167° с. ш. 23.443889° и. д.) се намира на височина 2154 м под връх Типиц. То е с форма на бумеранг и с размери 212 на 235 м, което прави площ от 23,2 декара. Не е много дълбоко, само 3,1 м. По площ е трето в групата – 23,2 декара, водният му обем е почти 29 000 куб. м. В него се вливат водите на Тодорините езера и на Тевното Василашко. Водите на Горното езеро се оттичат в Долното през стръмен моренен вал.

- Дъговидното Василашко езеро (41°44′14″ с. ш. 23°27′05″ и. д. / 41.737222° с. ш. 23.451389° и. д.) се намира в отделен малък циркус под връх Типиц на височина 2215 м. То е второто по дълбочина в групата и на девето място в Пирин със своите 10,4 м. Не е голямо – само 10,9 декара (или 167 на 106 м). Има вид на неправилен петоъгълник, една от чиито страни (източната) е огъната подобно на дъга, откъдето идва името му. Оттича се подземно в Рибното езеро. На около 550 м източно от него и малко по-ниско се намират още 2 по-малки езера.

- Горното Тодорино езеро (41°44′42″ с. ш. 23°25′53″ и. д. / 41.745° с. ш. 23.431389° и. д.) е по-голямо от двете Тодорини езера. Разположено е във висок вторичен циркус под стръмните североизточни склонове на върховете Малка и Средна Тодорка. То е едно от най-високите в Пирин със своите 2536 м (пето място). Поради това обстоятелство то е обградено изцяло от морени и никакви храсти. Голямо е 13,2 декара, дълбоко – 7,7 м, а обемът му е 44 600 куб. м. Почти кръгло е с размери 124 х 151 м. От него изтича буен поток, който се събира с този от Долното Тодорино езеро и се вливат в Горното Василашко езеро през местността Овча поляна. Езерата са известни и като Тодорини очи заради легендата за момата Тодорка, която плакала от едноименния връх за своя любим Васил и сълзите ѝ образували тези езера.

- Долното Тодорино езеро (41°44′53″ с. ш. 23°25′56″ и. д. / 41.748056° с. ш. 23.432222° и. д.) е на височина 2510 м и по този показател също влиза между десетте най-високи в Пирин. Разположено е северно от Горното Тодорино езеро при южния склон на връх Голяма Тодорка. Площта му е 6,7 декара, дълбочината – 3,7 м, а обемът – 12 000 куб. м. То също е почти кръгло: 110 на 82 м.

## Други
На Василашките езера е наречена улица в квартал „Манастирски ливади“ в София (Карта).

## Галерия
- Долното и Горното Василашки езера, поглед от Премката при в. Малка Тодорка.
- Дъговидното Василашко езеро, поглед от северозападния склон на един от Типицките върхове.
- Четири от по-малките горни Василашки езера във вложения циркус под връх Типиц.